# Saint-Geoire-en-Valdaine
Saint-Geoire-en-Valdaine ist eine französische Kleinstadt mit 2.388 Einwohnern (Stand: 1. Januar 2022) im Département Isère in der Region Auvergne-Rhône-Alpes. Sie gehört zum Arrondissement La Tour-du-Pin und zum Kanton Chartreuse-Guiers. Die Einwohner werden Saint-Geoirien(ne)s genannt.

## Geographie
Die Kleinstadt Saint-Geoire-en-Valdaine liegt im Regionalen Naturpark Chartreuse am Fuß des Chartreuse-Massivs, etwa 30 Kilometer südwestlich von Chambéry am Flüsschen Ainan. Umgeben wird Saint-Geoire-en-Valdaine von den Nachbargemeinden Velanne im Norden, Saint-Bueil im Nordosten, Merlas im Osten und Südosten, Massieu im Süden und Südwesten sowie Saint-Sulpice-des-Rivoires im Westen.

## Bevölkerungsentwicklung
| Jahr                       | 1962 | 1968 | 1975 | 1982 | 1990 | 1999 | 2006 | 2012 | 2021 |
| -------------------------- | ---- | ---- | ---- | ---- | ---- | ---- | ---- | ---- | ---- |
| Einwohner                  | 1341 | 1333 | 1351 | 1570 | 1819 | 1979 | 2271 | 2393 | 2384 |
| Quellen: Cassini und INSEE |      |      |      |      |      |      |      |      |      |

## Sehenswürdigkeiten
- Kirche Saint-Georges, im gotischen Stil im 14. und 15. Jahrhundert erbaut, Nachfolgebau der Kirche aus dem 12. Jahrhundert, seit 1907 Monument historique
- Schloss Longpra, ursprünglich als Wehrhaus im 14. Jahrhundert erbaut, 1770 als Residenz umgebaut, Monument historique seit 1997
- Schloss Clermont
- Schloss La Rochette
- Schloss Montcla, heutiges Rathaus
- Schloss Lambertiére
- Schloss Cabarot
- Schloss L’Etergne

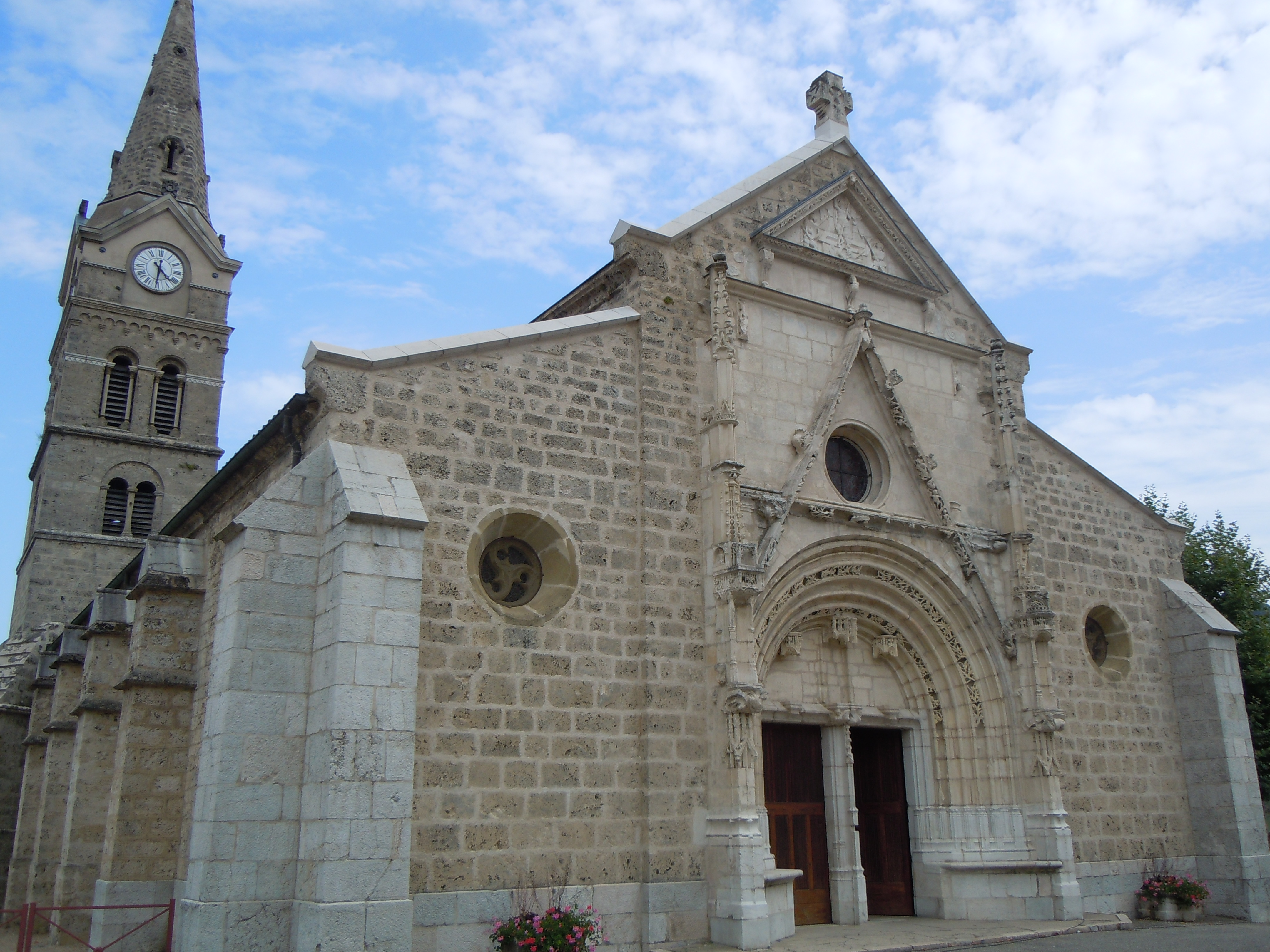
Kirche Saint-Georges
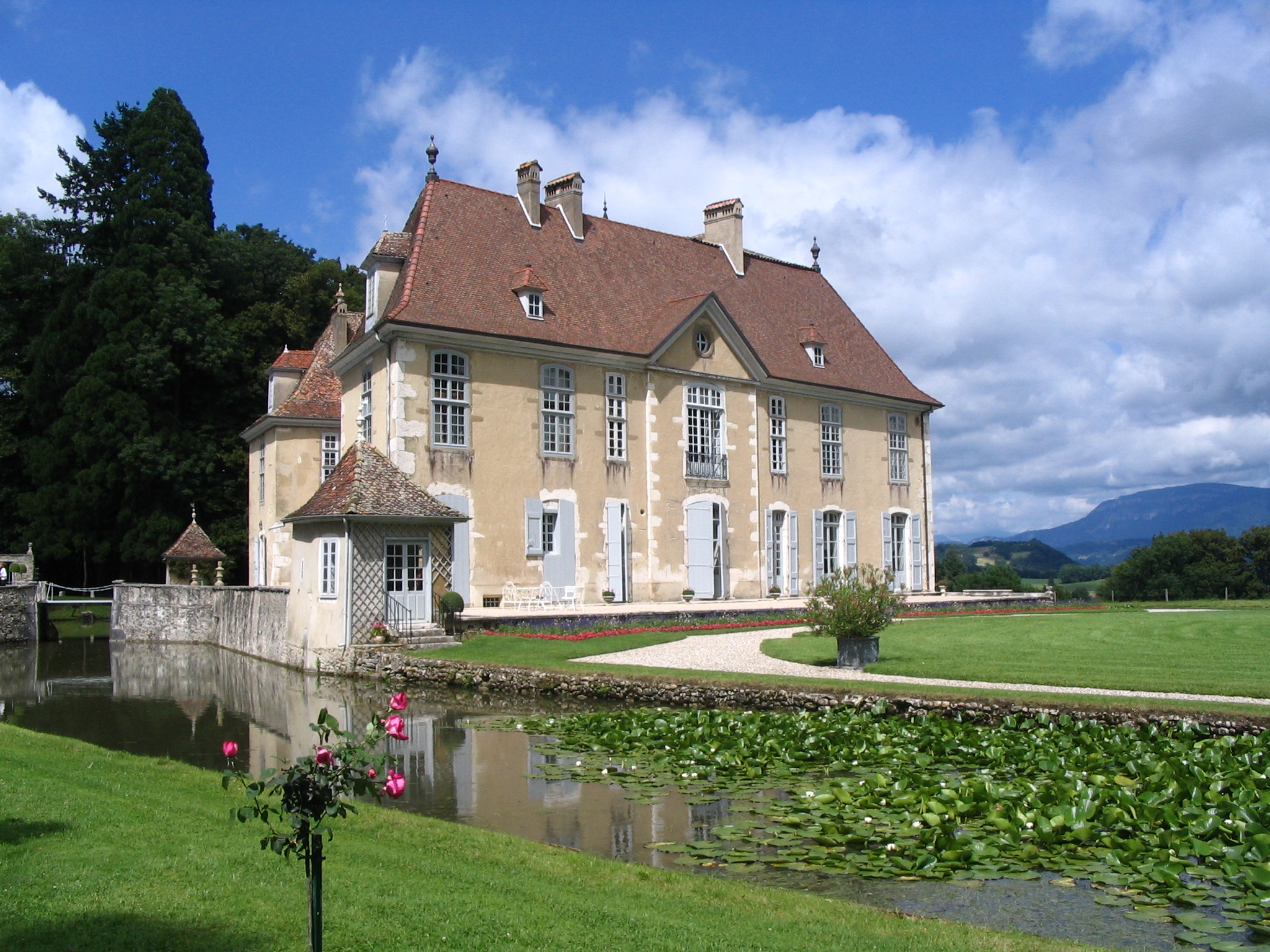
Schloss Longpra
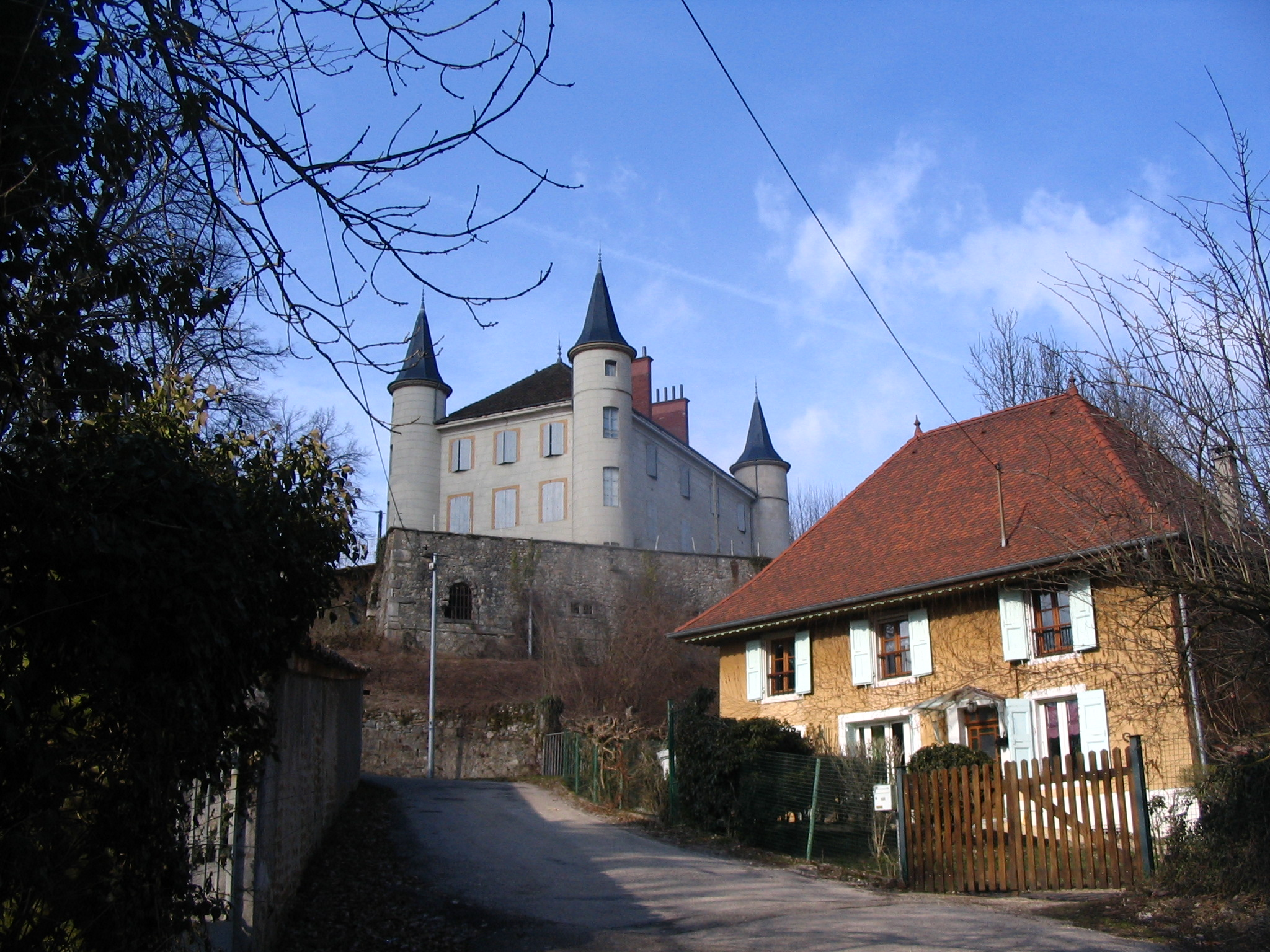
Schloss La Rochette
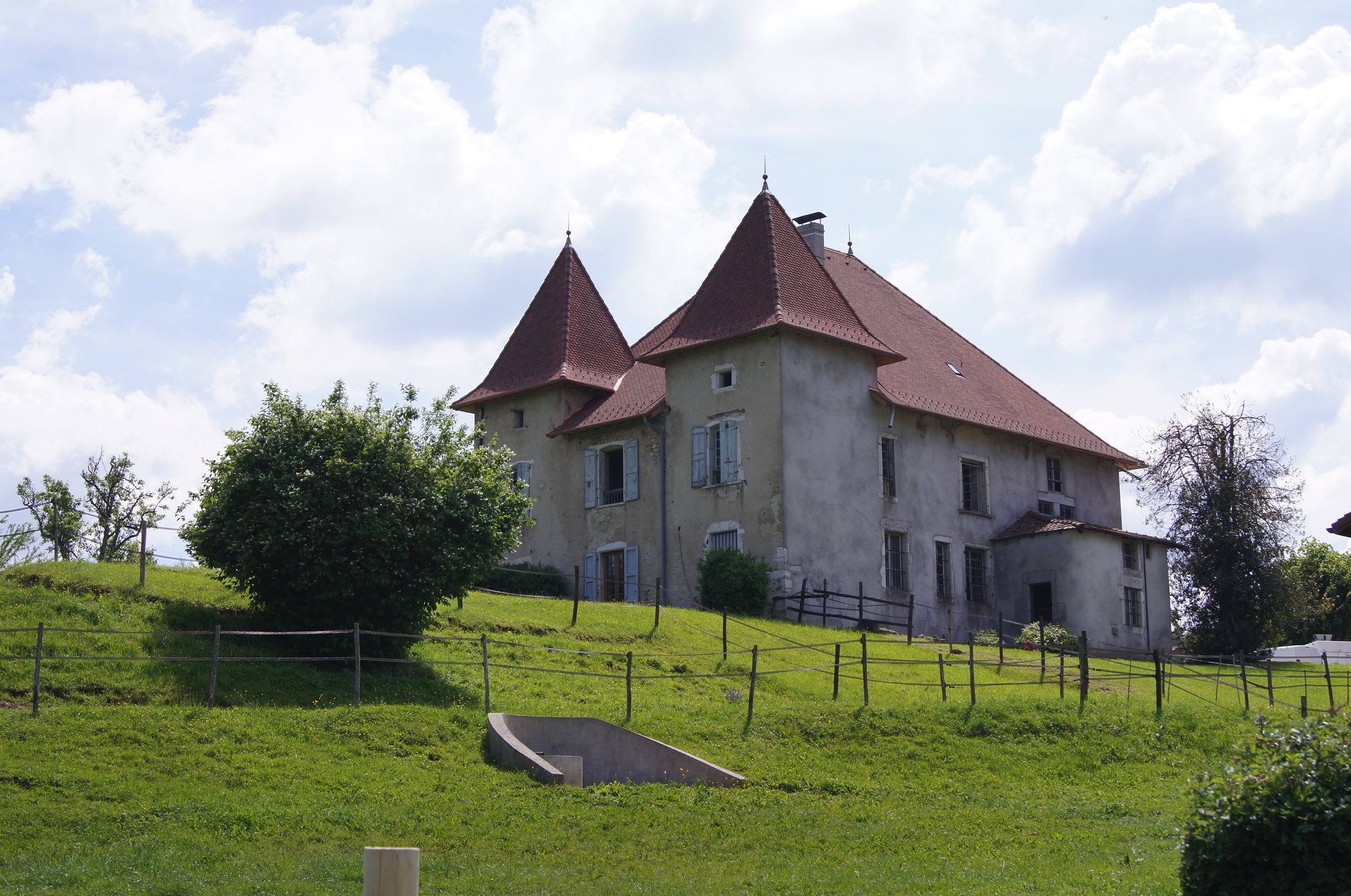
Maison forte (Festes Haus)

## Persönlichkeiten
- Guillaume Dode de la Brunerie (1775–1851), Marschall Frankreichs